# La isla deshabitada (Traetta)
La isla deshabitada (título original en italiano, L’isola disabitata) es una ópera en dos partes compuesta por Tommaso Traetta y estrenada el 24 de abril de 1765 en Padua. Usó para ello un libreto que había escrito décadas atrás el italiano Pietro Metastasio, y que fue usado por otros compositores. 

## Historia

### Antecedentes
El cantante castrato Farinelli (1705–1782) encargó el libreto de esta ópera a su gran amigo, el poeta y libretista italiano Pietro Metastasio (1698–1782), quien la escribió exclusivamente para la corte de Madrid. Por aquel entonces, cantante y poeta, estaban en la cúspide de lo que serían dos de las carreras más portentosas y sorprendentes de la historia de la ópera. 
En un primer momento, el compositor elegido por Farinelli, a la sazón director de los teatros reales,  para musicar el libreto fue el italiano Nicola Porpora (1686 – 1768), pero sus muchos compromisos y encargos lo hicieron renunciar. Finalmente el gran castrato optó por el maestro de capilla de la corte imperial de Viena, el austríaco de ascendencia italiana Giuseppe Bonno (Viena, 1711 – Viena, 1788). 
Debido a que Metastasio y Bonno eran respectivamente, el poeta y el compositor oficial de la corte vienesa, hubo que requerir la autorización expresa de la emperatriz María Teresa I de Austria, quien finalmente dio su consentimiento.
Como la Corte española se encontraba en Aranjuez y el palacio no disponía de un teatro lo suficientemente amplio como para representar obras de gran aparato escenográfico, se optó por una obra de pequeño formato que se pudiera representar en el salón de serenatas del palacio. 
La isla deshabitada, cantada en italiano y dividida en un acto y dos partes, fue estrenada con  motivo de la onomástica del rey Fernando VI de España el 30 de mayo de 1753, en el pequeño teatro del Palacio Real de Aranjuez. 
Además de Bonno, La isla deshabitada fue utilizada por más de 30 compositores. Posiblemente la versión más conocida de este libreto de La isla deshabitada, es la azione teatrale in due parti homónima, que compuso Joseph Haydn y que se estrenó en Esterháza, actual Hungría, el 6 de diciembre de 1779. Entre los otros compositores destacan: Jommelli y Manuel García, para componer otras tantas óperas.

### Representaciones
La versión de Traetta se estrenó en 1765 en Padua. En 1768, Traetta compuso una segunda versión de la La isla deshabitada, en un acto, cuyo estreno tuvo lugar el Teatro Comunal (Nuovo Pubblico Teatro) de Bolonia, el 24 de abril. Dirigió Luca Visconti (primer violín), con coreografía de Vincenzo Galleotti, escenografía de Paolo Dardani, siendo sus intérpretes las sopranos María Antonia Girelli-Aguilar (Costanza) y Daniella Mienci (Silvia), el tenor Lorenzo Tonarelli (Gernando) y el bajo Giuseppe Cicognani (Enrico). Repusieron la obra el 26 de diciembre de 1768, con motivo de la visita de la reina María Carolina de Nápoles en el Teatro Comunale (Nuovo Pubblico Teatro) de Bolonia.

## Personajes
| Personaje                                        | Tesitura | Reparto el 24 de abril de 1768 Director: Luca Visconti |
| ------------------------------------------------ | -------- | ------------------------------------------------------ |
| Constanza (dama abandonada en una isla desierta) | soprano  | María Antonia Girelli-Aguilar                          |
| Silvia (muchacha hermana de Constanza)           | soprano  | Daniella Mienci                                        |
| Gernando (esposo de Constanza)                   | tenor    | Lorenzo Tonarelli                                      |
| Enrico (amigo de Gernando)                       | bajo     | Giuseppe Cicognani                                     |

## Argumento

Playa de una isla deshabitada.

La acción se desarrolla en una pequeña isla desierta.
El señor Gernando, su mujer, Constanza y la joven hermana de ésta, Silvia, viajan en un barco rumbo a América para encontrarse con el padre de Gernando.

Se desata una tremenda tempestad y el barco, a duras penas, logra refugiarse en la ensenada de una pequeña isla desierta. Los tres pasajeros bajan a tierra, y Mientras Constanza y su hermana descansan en el interior de una cueva, Gernando es raptado por unos piratas que lo llevan lejos de la isla. Los tripulantes del barco que han presenciado el rapto, dan por hecho que los tres pasajeros han sido capturados por los piratas y una vez pasado el temporal, reemprenden la navegación.
Al despertarse, Constanza constata que el barco ha zarpado, y tras buscar 
infructuosamente a su esposo por la pequeña isla, concluye que ella su hermana han sido abandonadas por el cruel esposo. 

Las dos mujeres deben enfrentarse a una dura prueba de supervivencia, pero la isla es generosa en frutos y agua potable. Pasan los años y Constanza, inconscientemente, no puede dejar de transmitir a su joven hermana sus sentimientos de odio hacia los hombres.
Tras 13 años de esclavitud Gernando es liberado, y su primer deseo es correr a la isla, llevando consigo a su amigo Enrico, en busca de su añorada Constanza, aunque no tiene casi esperanzas de encontrarla con vida. Las dos parejas se encuentran y Silvia queda prendada de Enrico. Una vez aclarados los malentendidos, ambas parejas se juran amor eterno. La obra se cierra con un  cuarteto final donde se alaba la virtud de la constancia, en un juego de palabras con el nombre de la heroína.